# ماريوس هاوبتمان
ماريوس هاوبتمان (بالألمانية: Marius Hauptmann)‏ هو لاعب كرة قدم ألماني في مركز الوسط، ولد في 14 سبتمبر 1999 في لاينهفلده-فوربيس في ألمانيا. لعب مع دينامو درسدن.

## وصلات خارجية
- ماريوس هاوبتمان على موقع قاعدة بيانات كرة القدم.إي يو (الإنجليزية)
- ماريوس هاوبتمان على موقع Soccerway.com (الإنجليزية)
- ماريوس هاوبتمان على موقع عالم كرة القدم.نت (الإنجليزية)